# František Dušek (politik)
František Dušek, též Franz Duschek (1. března 1796 Plotiště nad Labem – 31. července 1879 Plzeň) byl rakouský politik české národnosti z Čech, během revolučního roku 1848 poslanec Říšského sněmu; starosta Tábora.

## Biografie
Od roku 1843 do roku 1850 působil jako starosta města Tábor. Získal si důvěru veřejnosti. Byl posledním purkmistrem Tábora v epoše regulovaného magistrátu (před zavedením moderní obecní samosprávy). Profesí byl právníkem. V době svého působení v parlamentu je uváděn jako Franz Duschek, erbovní rychtář v Táboře.
Během revolučního roku 1848 se zapojil do veřejného dění. Ve volbách roku 1848 byl zvolen na ústavodárný Říšský sněm. Zastupoval volební obvod Tábor. Profesí se tehdy uváděl coby starosta. Řadil se ke sněmovní pravici.